# Edwin Roberts
Edwin Anthony Roberts  (ur. 12 sierpnia 1941 w Belmont, przedmieściu Port-of-Spain) – trynidadzko-tobagijski lekkoatleta, sprinter, dwukrotny medalista olimpijski z Tokio.
Pierwsze sukcesy międzynarodowe odniósł na igrzyskach Ameryki Środkowej i Karaibów w 1962 w Kingston, gdzie zdobył srebrne medale w sztafecie 4 × 100 metrów i sztafecie 4 × 400 m oraz brązowy w biegu na 200 metrów. Wystąpił na igrzyskach Imperium Brytyjskiego i Wspólnoty Brytyjskiej w 1962 w Perth, gdzie odpadł w ćwierćfinałach biegów na 100 jardów i na 220 jardów.
Na igrzyskach olimpijskich w 1964 w Tokio wywalczył brązowe medale w biegu na 200 metrów i w sztafecie 4 × 400 metrów (biegła w składzie: Edwin Skinner, Kent Bernard, Roberts i Wendell Mottley). Na igrzyskach Ameryki Środkowej i Karaibów w 1966 w San Juan został mistrzem w biegu na 200 metrów, a wicemistrzem w biegu na 100 metrów i w sztafetach 4 × 100 metrów i 4 × 400 metrów. Podczas igrzysk Imperium Brytyjskiego i Wspólnoty Brytyjskiej w 1966 w Kingston zdobył złoty medal w sztafecie 4 × 440 jardów, srebrny w biegu na 220 jardów i brązowy w biegu na 100 jardów.
Na igrzyskach olimpijskich w 1968 w Meksyku zajął 4. miejsce w biegu na 200 metrów, 6. miejsce w sztafecie 4 × 400 metrów, a w sztafecie 4 × 100 metrów odpadł w półfinale. Podczas igrzysk Brytyjskiej Wspólnoty Narodów w 1970 w Edynburgu zdobył srebrne medale na 200 m i w sztafecie 4 × 400 m. Na igrzyskach panamerykańskich w 1971 w Cali zdobył brązowe medale w tych konkurencjach.
Wystąpił na igrzyskach olimpijskich w 1972 w Monachium, gdzie odpadł w ćwierćfinale biegu na 200 m, a w sztafecie 4 × 400 m w finale zajął 8. miejsce. Wkrótce potem zakończył karierę zawodniczą.